# Culture des céréales au XXIe siècle
 (août 2025).
Cet article présente l'histoire de la culture des céréales au XXIe siècle.

## XXIesiècle

### Années 2000
La spéculation et les pénuries locales dominent la première décennie du siècle, d'autant que l'Europe s'est un peu effacée du marché et que la forte croissance en Asie créé des tensions sur le riz.

#### Spéculation sur le riz en Afrique de l'Ouest
Beaucoup de pays africains restent des grands importateurs de riz, comme le montre l'exemple du Sénégal. Durant la période coloniale, ce pays a été spécialisé dans la production d'arachide, au détriment des autres cultures céréalières locales. Dès la fin du XIXe siècle, il importait du riz d'une autre colonie française, le Tonkin. Héritage de ce passé colonial, le plat national sénégalais, le thiep bou dien, est à base de riz brisé : le pays achète 700 000 tonnes de riz à l'étranger chaque année, même si des périmètres irrigués dans la région du fleuve Sénégal ont été créés pour développer des rizières : le riz produit sur place est plus cher que le riz importé et les Sénégalais préfèrent le riz brisé auquel ils sont habitués. Le manque de moyens et d'équipement favorisent la spéculation : faute de silo public, ou mutualisé par des filières ou coopératives, pour stocker le riz produit au Sénégal, il est mis sur le marché en bloc, donc à un prix très bas, permettant aux spéculateurs de l'acheter, puis d'attendre que les prix remontent en le stockant. Le riz sénégalais, très peu diffusé dans le pays, ne profite qu'à la région dans laquelle il est produit.

#### Triple crise de 2007-2008: blé, maïs et riz
En 2007-2008 a eu lieu une des crises alimentaires les plus dramatiques des dernières décennies, causée par l'augmentation des prix internationaux du riz, la céréale la plus consommée au monde, qui a surpris par sa soudaineté : les prix locaux ont augmenté de 38 % au Bangladesh, de plus de 30 % aux Philippines et de 18 % en Inde, dans des pays qui utilisent 20 à 40 % de leur revenu pour acheter du riz.
Au cours de la première moitié des années 2000, les stocks mondiaux de riz avaient chuté de pratiquement 50 %, le Programme alimentaire mondial évoquant des stocks ayant « atteint leur niveau le plus bas depuis trente ans », et les récoltes de céréales de 2006 ont ensuite été extrêmement mauvaises. La sécheresse en Australie, dont la production a été divisée par deux, a fait diminuer l'offre mondiale de céréale de plus de 20 millions de tonnes. La production céréalière européenne a elle chuté de 11 %, réduisant l'offre de plus de 37 millions de tonnes, tandis que pour les États-Unis et le Canada le recul a été de plus de 30 millions de tonnes, soit un manque à gagner de près de cent millions de tonnes pour ces trois grandes zones productrices, d'où un emballement des cours mondiaux, d'autant qu'au même moment, la crise des subprimes a produit une réallocation des investissements de la finance vers les matières premières. De ce fait, le prix du blé est multiplié par deux en dix mois, celui du maïs par 2 en 20 à 24 mois et celui du riz par 3 en à peine 8 mois, entre octobre 2007 et avril 2008, et même par 2,5 en seulement 4 mois (janvier 2008-avril 2008). La crise du riz de 2008 se révèle bien plus ample que celle du blé, même si les récoltes de riz se révèleront meilleures.
Les marchés du riz et du blé ont cependant montré alors une relative interconnexion. En 2007-2008, l'Inde a dû importer six millions de tonnes de blé pour satisfaire sa demande pendant qu'elle exportait environ 4.7 millions des tonnes de riz. Ensuite, en limitant ou en stoppant à partir de l'automne 2007 leurs exportations, sous prétexte de protéger leur population de la faim ou de l'inflation, l'Inde, le Viêt Nam et l'Égypte ont contribué à faire doubler le prix du riz en moins d'un an et cette crise a provoqué des émeutes de la faim particulièrement violentes. Le Burkina Faso, le Cameroun, le Sénégal, la Mauritanie, la Côte d'Ivoire, l'Égypte, et le Maroc ont connu des manifestations ou des scènes d'émeutes à la fin de l'année 2007 et au début de l'année 2008. D'autres pays qui ont connu des émeutes liées à l'alimentation ou des émeutes semblables : Mexique, Bolivie, Yémen, l'Ouzbékistan, le Bangladesh, le Pakistan, le Sri Lanka, et l'Afrique du Sud. En avril 2008, la Banque mondiale et le Fonds monétaire international annoncèrent une série de mesures visant à atténuer la crise, comprenant l'augmentation des prêts agricoles en Afrique et l'aide monétaire d'urgence aux zones durement touchées tel que Haïti.
Le mouvement de hausse de prix a connu son apogée au début de 2008. À la fin avril 2008, le prix du riz atteignait 24 cents la livre, soit le double de son niveau sept mois plus tôt. Puis les prix ont rapidement chuté au fur et à mesure que l'abondance de la récolte 2008 se confirmait. La plupart des prévisions de prix ont été mises en défaut. Les prix du blé et du maïs sont redescendus à leur niveau d'avant crise, mais pas ceux riz : les indices de prix de la FAO montrent qu'il est encore 100 % plus cher qu'avant la crise jusqu'en 2009 et 70 % plus cher qu'avant jusqu'en 2010. Après une hausse plus forte que le blé et le maïs, la baisse a été beaucoup plus lente. Cette différence est due au fait que les gouvernements des pays où la sécurité alimentaire est assurée par le riz, ont anticipé une forte hausse des prix et pris des décisions non coopératives qui ont mené à l'explosion de ces prix, d'autant que leur connaissance du marché n'est pas optimale, même dans leur propre pays. En Chine, les statistiques de production, de consommation et de stocks se font au doigt mouillé en raison de l'empilement des autorités nationales, régionales, municipales.
Le 9 octobre 2007, le gouvernement indien a décidé d'interdire les exportations de riz sauf le riz basmati. Le prix du riz augmenta sur le territoire indien, mais moins vite que le prix mondial. L'Inde lève ensuite temporairement cette interdiction, avant de l'appliquer à nouveau en avril 2008[réf. souhaitée] et certains détaillants ont commencé à rationner les ventes, par crainte d'une insuffisance des approvisionnements extérieurs.
Après l'Inde, le Viêt Nam annonce la même restriction, craignant une pénurie due à une vague de froid dans le delta du fleuve Rouge à la mi-janvier 2008. La Chine décide d'augmenter ses taxes à l'exportation et le gouvernement philippin annonce qu'il est prêt à acheter des quantités importantes de riz sur le marché, quel que soit le vendeur et quel que soit le prix. Le 17 mars, la Thaïlande commence à parler de restriction d'exportations, qu'elle ne fera finalement pas, mais le prix de la tonne est pratiquement doublé en un mois. Le 30 avril, la Thaïlande propose la création de l'organisation des pays exportateurs de riz, avivant la crainte de nouvelles restrictions d'exportations.
Ensuite les prévisions de récoltes rizicoles annoncent de très bons résultats malgré le cyclone Nargis en Birmanie et un tremblement de terre en Chine début mai. Le Japon et les États-Unis s'accordent pour permettre des exportations au-delà des accords de l'OMC et les tensions se calment, tandis qu'est révélé le niveau important de stock en Chine et en Thaïlande.

### Années 2010
La décennie des années 2010 voit la consécration des pays en forte croissance économique comme la Chine ou le Brésil, ou démographique, comme l'Inde, et le grand retour de la Russie.

#### Grands importateurs mondiaux de céréales sur la décennie 2010
Les importations de céréales sont au cœur de la question alimentaire au XXIe siècle. Selon l'économiste Philippe Chalmin, qui dirige le rapport Cyclope sur les matières premières, au cours des vingt dernières années, beaucoup de pays industrialisés sont passés « du productivisme, à une conception non nourricière de l'agriculture ». Faisant des émules jusqu'en Afrique subsaharienne, par exemple, contrainte aujourd'hui d'importer des produits de base à des prix exorbitants. En l'absence de programmes de substitution et autres aides sociales, « 1,2 milliard d'êtres humains pourraient avoir chroniquement faim d'ici à 2025 », a ainsi prévenu l'une des agences de l'ONU. Pour autant, le palmarès des importateurs mondiaux de céréales au milieu des années 2010 était aussi occupé par des pays au niveau de vie élevé, comme la Corée du Sud, le Japon.
| Importations, en million de tonnes | 2012/2013 | 2013/2014 | 2014/2015 | 2015/2016 | 2016/2017 |
| Japon                              | 24        | 23        | 21        | 22        | 23        |
| Égypte                             | 14        | 17        | 18        | 20        | 20        |
| Mexique                            | 11        | 15        | 15        | 19        | 19        |
| Corée du Sud                       | 13        | 13        | 14        | 14        | 15        |

#### Évolution des grands producteurs mondiaux sur la décennie 2010
L'Inde ayant multiplié par huit sa production de blé entre 1960 et 2010, elle entre dans le XXIe siècle comme une grande nation céréalière, tout comme la Chine, qui va vite devancer ses rivaux de 2010.
Les cinq premiers producteurs de blé en 2010 en pourcentage de l'offre mondiale :
| Europe | Chine | Inde | États-Unis | Russie | Canada | Autres |
| 21 %   | 18 %  | 12 % | 9 %        | 6 %    | 3 %    | 21 %   |

L'évolution des grands producteurs mondiaux sur la décennie 2010 reste cependant dominée par un trio de tête, composé des États-Unis, de la Chine et de l'Europe, selon les statistiques compilées par Arcadia, déclinaison africaine du rapport Cyclope. On retrouve aussi l'Europe et les États-Unis en tête pour le trio des plus grands exportateurs, accompagnés de l'Ukraine, depuis des siècles considérée comme le « grenier à blé de l'Europe », tandis que la Chine n'y figure pas, malgré son importante production de riz.
| Production mondiale en millions de tonnes | 2012/3 | 2013/4 | 2014/5 | 2015/6 | 2016/7 |
| Monde                                     | 1802   | 2008   | 2048   | 2003   | 2084   |
| États-Unis                                | 346    | 425    | 432    | 423    | 487    |
| Chine                                     | 443    | 348    | 350    | 363    | 350    |
| Europe                                    | 273    | 301    | 326    | 310    | 293    |
| Inde                                      | 136    | 136    | 138    | 124    | 136    |
| Russie                                    | 66     | 88     | 100    | 99     | 111    |
| Canada                                    | 51     | 66     | 51     | 53     | 56     |
| Ukraine                                   | 45     | 62     | 64     | 60     | 64     |
| Argentine                                 | 49     | 51     | 54     | 59     | 63     |
| Australie                                 | 34     | 37     | 36     | 36     | 42     |

#### Russie et Brésil, nouveaux exportateurs massifs faisant baisser les cours
La Russie, riche de fertiles « terres noires » dans le sud du pays, a réagi rapidement après l'interdiction d'importation des céréales européennes lors sanctions causées par l'annexion de la Crimée en 2011. Elle ravit aux États-Unis le premier rang mondial des exportations agricoles lors de la campagne 2015-2016, avec sa récolte la plus élevée depuis 1978, quand l'Union soviétique disposait de surfaces cultivées bien plus vastes puis monte à 18 % du commerce mondial du blé contre 1 % en 2000, dans la moitié des pays importateurs, en particulier au Mexique, en Afrique du Nord, en Indonésie en Turquie, après avoir pris à la France son plus gros client, l'Égypte. Depuis 2012, le machinisme et les intrants sont plus accessibles en Russie. En outre, de plus en plus de blés d’hiver, plus productifs que les blés de printemps, sont semés.
La Russie a redoublé d’efforts commerciaux entre juillet et décembre 2018, avec 21 millions de tonnes de blé exportées, en hausse de 34 % sur un an. Résultat, le département américain de l’Agriculture prévoit une nouvelle récolte russe record pour l'été 2018, à 85 millions de tonnes, soit 13 de plus en un an et une hausse continue en quatre ans (+39,4 % entre 2013-2014 et 2017-2018). Vers l’Union européenne, c'est la Roumanie concurrence les blés français, ces derniers ayant en plus une grande difficulté à trouver des débouchés autres que traditionnels, même si la France, leader européen des exportations de blé, a la chance d’avoir du blé de qualité, doté d'un taux de protéines supérieur à 12 %.
La récolte 2016/2017 de céréales et oléagineux au Brésil devrait s'élever à 239 millions de tonnes, un record historique, en hausse de 28 % par rapport à l'année précédente. Le soja et le maïs, qui occupent 85 % des terres destinées à la culture de céréales et oléagineux au Brésil, ont respectivement enregistré des hausses de 20 % et de 47 %. Le niveau de productivité moyenne du maïs a progressé de 33 %, atteignant 5,5 t/ha contre 4,1 t/ha lors de la précédente récolte et les prévisions d'exportation de maïs sont de 29 millions de tonnes, contre 19 millions de tonnes pour la récolte 2015/2016.

#### Faim dans le monde à nouveau en progression malgré une récolte mondiale record
La recrudescence des conflits et le réchauffement climatique sont les principales causes d'une brusque augmentation de la faim dans le monde en 2016 après dix ans de régression quasi constante, s'alarme l'ONU en 2017. La production céréalière mondiale devrait pourtant « atteindre un niveau record en 2017 », à 2,611 milliards de tonnes, selon l'Organisation des Nations unies pour l'alimentation et l'agriculture (FAO), qui publie quatre fois par an un « rapport sur les perspectives de récolte et la situation alimentaire » qui complète les analyses semestrielles sur les « perspectives de l'alimentation » dans le monde. Les récoltes en Argentine et au Brésil devraient y contribuer, tandis qu'une hausse de la production de 10 % est attendue en Afrique, tirée par les récoltes de maïs en Afrique australe et celles de blé dans les pays nord-africains, selon la FAO, qui a aussi alerté en 2017 sur une brusque augmentation de la faim dans le monde en 2016.
La faim touche 11 % de la population mondiale et augmente en grande partie à cause de la prolifération des conflits violents et des chocs climatiques, selon le rapport sur la sécurité alimentaire mondiale publié par trois agences de l'Onu, la FAO, le FIDA (Fonds International des Nations unies pour le développement agricole), le PAM (Programme alimentaire mondial), auxquelles se sont jointes pour la première fois l'Unicef (Fonds des Nations unies pour l'enfance) et l'OMS (Organisation Mondiale de la Santé). Parmi les zones de conflit montrées du doigt, le nord-est du Nigeria, la Somalie et le Yémen. Au total quelque 155 millions d'enfants de moins de cinq ans souffrent d'un retard de croissance en raison de la faim, le plus souvent dans les zones de conflit.